# Denver Performing Arts Complex

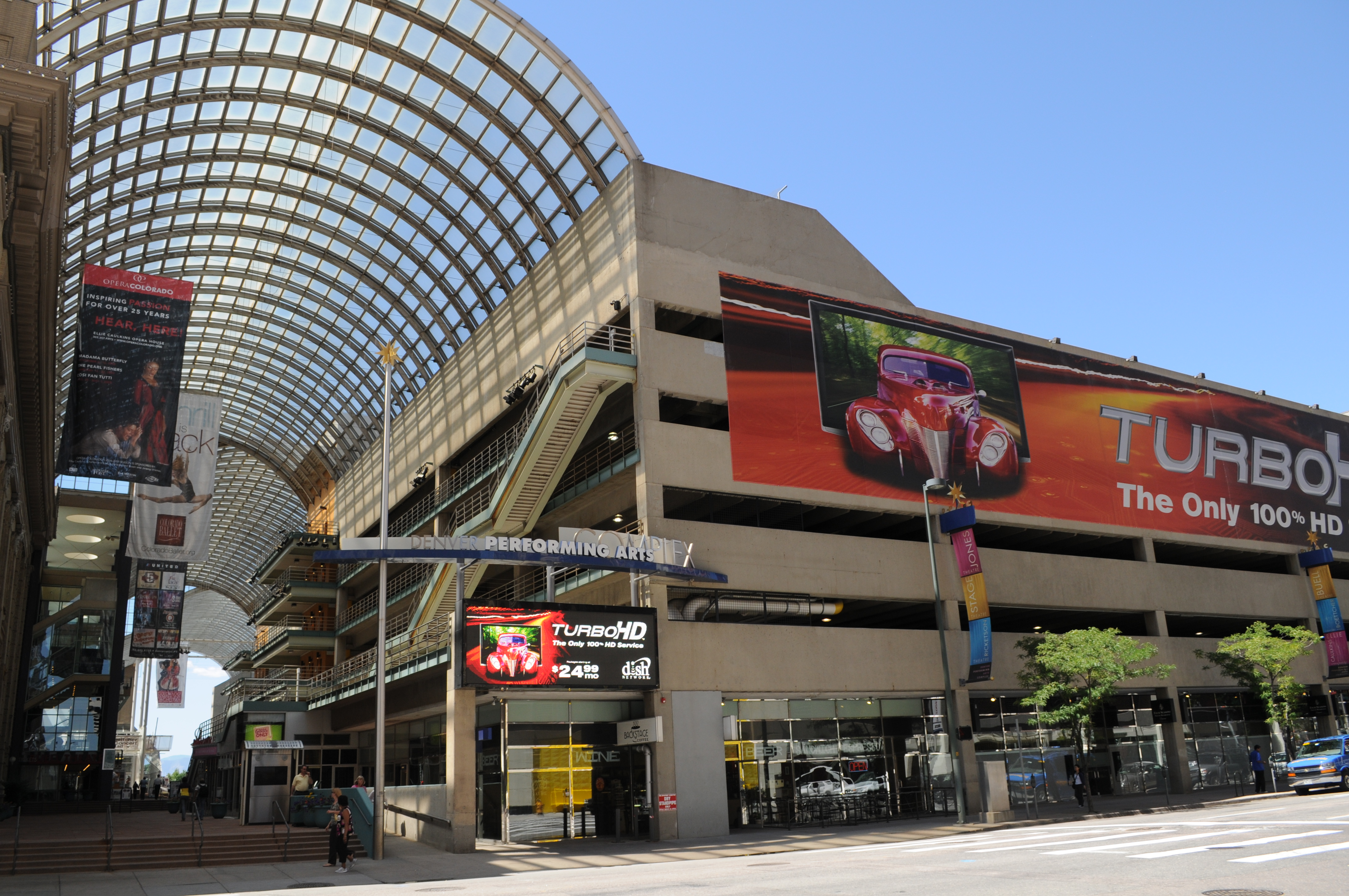
Denver Performing Arts Complex

Le Denver Performing Arts Complex (parfois nommé The Plex ou le Denver Center) est le second plus grand complexe de spectacles artistiques des États-Unis après le Lincoln Center de New York. Situé à Denver dans le Colorado. Le complexe est composé de quatre blocs sur près de 5 ha contenant 10 espaces pour spectacles avec un total de 10000 sièges. Il accueille un ballet, des compagnies de théâtre, des chorales, un orchestre symphonique, un opéra, etc.
La cité de Denver détient et gère les trois plus grands théâtres du complexe nommés Ellie Caulkins Opera House (2 225 places), Buell Theatre (2 884 places) et Boettcher Concert Hall (2 679 places).  Sept plus petites salles de moins de 1 000 places sont également présentes.